# 24h Le Mans 1994

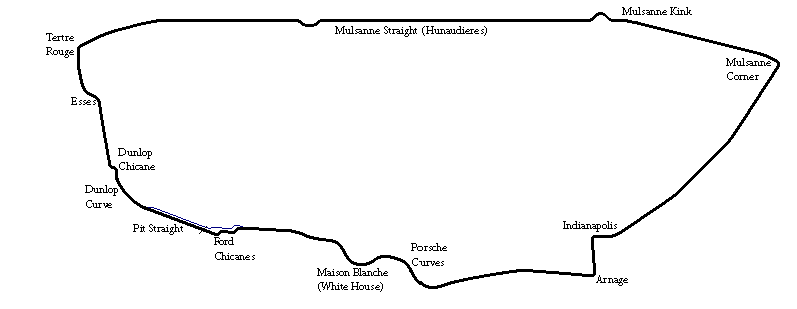
Tor Circuit de la Sarthe

24h Le Mans 1994 – 24–godzinny wyścig rozegrany na torze Circuit de la Sarthe w dniach 19–20 czerwca 1994 roku.

## Wyniki
Źródło: experiencelemans.com
| Poz.  | Klasa    | Nr | Zespół                                         | Kierowcy                                               | Nadwozie                            | Opony | Okr. |
| Poz.  | Klasa    | Nr | Zespół                                         | Kierowcy                                               | Silnik                              | Opony | Okr. |
| ----- | -------- | -- | ---------------------------------------------- | ------------------------------------------------------ | ----------------------------------- | ----- | ---- |
| 1     | GT1      | 36 | Le Mans Porsche Team Joest Racing              | Yannick Dalmas Hurley Haywood Mauro Baldi              | Dauer 962 Le Mans                   | G     | 344  |
| 1     | GT1      | 36 | Le Mans Porsche Team Joest Racing              | Yannick Dalmas Hurley Haywood Mauro Baldi              | Porsche Type-935 3.0 L Turbo Flat-6 | G     | 344  |
| 2     | LMP1 C90 | 1  | SARD Company Ltd.                              | Eddie Irvine Mauro Martini Jeff Krosnoff               | Toyota 94C-V                        | D     | 343  |
| 2     | LMP1 C90 | 1  | SARD Company Ltd.                              | Eddie Irvine Mauro Martini Jeff Krosnoff               | Toyota R36V 3.6 L Turbo V8          | D     | 343  |
| 3     | GT1      | 35 | Le Mans Porsche Team Joest Racing              | Hans-Joachim Stuck Danny Sullivan Thierry Boutsen      | Dauer 962 Le Mans                   | G     | 343  |
| 3     | GT1      | 35 | Le Mans Porsche Team Joest Racing              | Hans-Joachim Stuck Danny Sullivan Thierry Boutsen      | Porsche Type-935 3.0 L Turbo Flat-6 | G     | 343  |
| 4     | LMP1 C90 | 4  | Nisso Trust Racing Team                        | Steven Andskär George Fouché Bob Wollek                | Toyota 94C-V                        | D     | 328  |
| 4     | LMP1 C90 | 4  | Nisso Trust Racing Team                        | Steven Andskär George Fouché Bob Wollek                | Toyota R36V 3.6 L Turbo V8          | D     | 328  |
| 5     | IMSA TS  | 75 | Clayton Cunningham Racing                      | Steve Millen Johnny O’Connell John Morton              | Nissan 300ZX Turbo                  | Y     | 317  |
| 5     | IMSA TS  | 75 | Clayton Cunningham Racing                      | Steve Millen Johnny O’Connell John Morton              | Nissan VG30DETT 3.0 L Turbo V6      | Y     | 317  |
| 6     | LMP1 C90 | 5  | Gulf Oil Racing                                | Derek Bell Robin Donovan Jürgen Lässig                 | Kremer K8 Spyder                    | D     | 316  |
| 6     | LMP1 C90 | 5  | Gulf Oil Racing                                | Derek Bell Robin Donovan Jürgen Lässig                 | Porsche Type-935 3.0 L Turbo Flat-6 | D     | 316  |
| 7     | LMP1 C90 | 9  | Courage Compétition                            | Jean-Louis Ricci Andy Evans Philippe Olczyk            | Courage C32LM                       | M     | 310  |
| 7     | LMP1 C90 | 9  | Courage Compétition                            | Jean-Louis Ricci Andy Evans Philippe Olczyk            | Porsche Type-935 3.0 L Turbo Flat-6 | M     | 310  |
| 8     | GT2      | 52 | Larbre Compétition                             | Jesús Pareja Dominique Dupuy Carlos Palau              | Porsche 911 Carrera RSR             | M     | 307  |
| 8     | GT2      | 52 | Larbre Compétition                             | Jesús Pareja Dominique Dupuy Carlos Palau              | Porsche 3.8 L Flat-6                | M     | 307  |
| 9     | GT2      | 54 | Écurie Biennoise                               | Enzo Calderari Lilian Bryner Renato Mastropietro       | Porsche 911 Carrera RSR             | P     | 299  |
| 9     | GT2      | 54 | Écurie Biennoise                               | Enzo Calderari Lilian Bryner Renato Mastropietro       | Porsche 3.8 L Flat-6                | P     | 299  |
| 10    | GT2      | 59 | Konrad Motorsport                              | Cor Euser Patrick Huisman Matiaz Tomlje                | Porsche 911 Carrera RSR             | P     | 295  |
| 10    | GT2      | 59 | Konrad Motorsport                              | Cor Euser Patrick Huisman Matiaz Tomlje                | Porsche 3.8 L Flat-6                | P     | 295  |
| 11    | GT2      | 57 | Repsol Ferrari España                          | Alfons Orleański Tomás Saldaña Andrés Vilariño         | Ferrari 348 GTC-LM                  | P     | 276  |
| 11    | GT2      | 57 | Repsol Ferrari España                          | Alfons Orleański Tomás Saldaña Andrés Vilariño         | Ferrari 3.4 L V8                    | P     | 276  |
| 12    | GT1      | 40 | Rent-A-Car Racing Team Luigi Racing            | René Arnoux Justin Bell Bertrand Balas                 | Dodge Viper RT/10                   | M     | 273  |
| 12    | GT1      | 40 | Rent-A-Car Racing Team Luigi Racing            | René Arnoux Justin Bell Bertrand Balas                 | Dodge 8.0 L V10                     | M     | 273  |
| 13    | GT2      | 60 | Legeay Sports Mécanique                        | Benjamin Roy Luc Galmard Jean-Claude Police            | Alpine A610 Turbo                   | M     | 272  |
| 13    | GT2      | 60 | Legeay Sports Mécanique                        | Benjamin Roy Luc Galmard Jean-Claude Police            | Renault PRV 3.0 L Turbo V6          | M     | 272  |
| 14    | GT2      | 48 | Kremer Honda Racing                            | Armin Hahne Christophe Bouchut Bertrand Gachot         | Honda NSX                           | D     | 257  |
| 14    | GT2      | 48 | Kremer Honda Racing                            | Armin Hahne Christophe Bouchut Bertrand Gachot         | Honda 3.0 L V6                      | D     | 257  |
| 15    | IMSA TS  | 74 | Team Artnature                                 | Yōjirō Terada Franck Fréon Pierre de Thoisy            | Mazda RX-7 GTO                      | D     | 250  |
| 15    | IMSA TS  | 74 | Team Artnature                                 | Yōjirō Terada Franck Fréon Pierre de Thoisy            | Mazda 13J 2.0 L 3-Rotor             | D     | 250  |
| 16    | GT2      | 46 | Kremer Honda Racing                            | Philippe Favre Hideki Okada Kazuo Shimizu              | Honda NSX                           | D     | 240  |
| 16    | GT2      | 46 | Kremer Honda Racing                            | Philippe Favre Hideki Okada Kazuo Shimizu              | Honda 3.0 L V6                      | D     | 240  |
| 17    | GT2      | 68 | Agusta Racing Team                             | Jean-Louis Sirera Antonio Puig Xavier Camp             | Venturi 400GTR                      | D     | 225  |
| 17    | GT2      | 68 | Agusta Racing Team                             | Jean-Louis Sirera Antonio Puig Xavier Camp             | Renault PRV 3.0L Turbo V6           | D     | 225  |
| 18    | GT2      | 47 | Kremer Honda Racing Team Kunimitsu             | Kunimitsu Takahashi Keiichi Tsuchiya Akira Iida        | Honda NSX                           | Y     | 222  |
| 18    | GT2      | 47 | Kremer Honda Racing Team Kunimitsu             | Kunimitsu Takahashi Keiichi Tsuchiya Akira Iida        | Honda 3.0 L V6                      | Y     | 222  |
| 19 NS | GT1      | 41 | Rent-A-Car Racing Team Luigi Racing            | François Migault Denis Morin Philippe Gache            | Dodge Viper RT/10                   | M     | 225  |
| 19 NS | GT1      | 41 | Rent-A-Car Racing Team Luigi Racing            | François Migault Denis Morin Philippe Gache            | Dodge 8.0 L V10                     | M     | 225  |
| 20 NS | GT1      | 30 | BBA Compétition                                | Jean-Luc Maury-Laribière Bernard Chauvin Hervé Poulain | Venturi 600LM                       | D     | 221  |
| 20 NS | GT1      | 30 | BBA Compétition                                | Jean-Luc Maury-Laribière Bernard Chauvin Hervé Poulain | Renault PRV 3.0 L Turbo V6          | D     | 221  |
| 21 NS | GT1      | 37 | A.D.A. Engineering Ltd.                        | Dominic Chappell Jonathan Baker Phil Andrews           | De Tomaso Pantera 200               | G     | 210  |
| 21 NS | GT1      | 37 | A.D.A. Engineering Ltd.                        | Dominic Chappell Jonathan Baker Phil Andrews           | Ford 5.0 L V8                       | G     | 210  |
| 22 NS | LMP1 C90 | 6  | A.D.A. Engineering Ltd. Team Nippon            | Jun Harada Tomiko Yoshikawa Masahiko Kondō             | Porsche 962C GTi                    | G     | 189  |
| 22 NS | LMP1 C90 | 6  | A.D.A. Engineering Ltd. Team Nippon            | Jun Harada Tomiko Yoshikawa Masahiko Kondō             | Porsche Type-935 3.0 L Turbo Flat-6 | G     | 189  |
| 23 NS | GT2      | 65 | Agusta Racing Team                             | Stéphane Ratel Franz Hunkeler Edouard Chaufour         | Venturi 400GTR                      | D     | 137  |
| 23 NS | GT2      | 65 | Agusta Racing Team                             | Stéphane Ratel Franz Hunkeler Edouard Chaufour         | Renault PRV 3.0 L Turbo V6          | D     | 137  |
| 24 NU | GT1      | 34 | Michel Hommell                                 | Alain Cudini Éric Hélary Jean-Christophe Boullion      | Bugatti EB110 SS                    | M     | 230  |
| 24 NU | GT1      | 34 | Michel Hommell                                 | Alain Cudini Éric Hélary Jean-Christophe Boullion      | Bugatti 3.5 L Turbo V12             | M     | 230  |
| 25 NU | LMP1 C90 | 2  | Courage Compétition                            | Henri Pescarolo Alain Ferté Franck Lagorce             | Courage C32LM                       | M     | 142  |
| 25 NU | LMP1 C90 | 2  | Courage Compétition                            | Henri Pescarolo Alain Ferté Franck Lagorce             | Porsche Type-935 3.0 L Turbo Flat-6 | M     | 142  |
| 26 NU | GT2      | 51 | Callaway Sport Inc.                            | Frank Jelinski Boris Said Michel Maisonneuve           | Callaway Corvette SuperNatural      | Y     | 142  |
| 26 NU | GT2      | 51 | Callaway Sport Inc.                            | Frank Jelinski Boris Said Michel Maisonneuve           | Chevrolet 6.2 L V8                  | Y     | 142  |
| 27 NU | GT1      | 31 | Agusta Racing Team                             | Rocky Agusta Michel Krine Almo Coppelli                | Venturi 600LM                       | D     | 115  |
| 27 NU | GT1      | 31 | Agusta Racing Team                             | Rocky Agusta Michel Krine Almo Coppelli                | Renault PRV 3.0 L Turbo V6          | D     | 115  |
| 28 NU | LMP1 C90 | 3  | Courage Compétition                            | Lionel Robert Pascal Fabre Pierre-Henri Raphanel       | Courage C32LM                       | M     | 107  |
| 28 NU | LMP1 C90 | 3  | Courage Compétition                            | Lionel Robert Pascal Fabre Pierre-Henri Raphanel       | Porsche Type-935 3.0 L Turbo Flat-6 | M     | 107  |
| 29 NU | GT1      | 38 | Jacadi Racing                                  | Michel Ferté Olivier Grouillard Michel Neugarten       | Venturi 600LM                       | M     | 107  |
| 29 NU | GT1      | 38 | Jacadi Racing                                  | Michel Ferté Olivier Grouillard Michel Neugarten       | Renault PRV 3.0 L Turbo V6          | M     | 107  |
| 30 NU | LMP2     | 21 | Welter Racing                                  | Patrick Gonin Pierre Petit                             | WR LM93                             | M     | 104  |
| 30 NU | LMP2     | 21 | Welter Racing                                  | Patrick Gonin Pierre Petit                             | Peugeot 2.0 L Turbo V6              | M     | 104  |
| 31 NU | GT1      | 33 | Patrick Nève Racing Konrad Motorsport          | Franz Konrad Antônio Hermann de Azevedo Mike Sommer    | Porsche 911 Turbo 3.6               | P     | 100  |
| 31 NU | GT1      | 33 | Patrick Nève Racing Konrad Motorsport          | Franz Konrad Antônio Hermann de Azevedo Mike Sommer    | Porsche 3.6 L Turbo Flat-6          | P     | 100  |
| 32 NU | LMP1 C90 | 7  | Stealth Engineering SBF                        | Dominique Lacaud Sylvain Boulay Bernard Robin          | ALD 06                              | G     | 96   |
| 32 NU | LMP1 C90 | 7  | Stealth Engineering SBF                        | Dominique Lacaud Sylvain Boulay Bernard Robin          | BMW M88 3.5 L I6                    | G     | 96   |
| 33 NU | GT2      | 49 | Porsche Flymo Mobil Alméras Larbre Compétition | Jacques Laffite Jacques Alméras Jean-Marie Alméras     | Porsche 911 Carrera RSR             | P     | 94   |
| 33 NU | GT2      | 49 | Porsche Flymo Mobil Alméras Larbre Compétition | Jacques Laffite Jacques Alméras Jean-Marie Alméras     | Porsche 3.8 L Flat-6                | P     | 94   |
| 34 NU | LMP2     | 22 | Welter Racing                                  | Hervé Regout Jean-François Yvon Jean-Paul Libert       | WR LM93                             | M     | 86   |
| 34 NU | LMP2     | 22 | Welter Racing                                  | Hervé Regout Jean-François Yvon Jean-Paul Libert       | Peugeot 2.0 L Turbo V6              | M     | 86   |
| 35 NU | GT2      | 58 | Seikel Motorsport                              | Thomas Bscher Lindsay Owen-Jones John Nielsen          | Porsche 968 Turbo RS                | Y     | 84   |
| 35 NU | GT2      | 58 | Seikel Motorsport                              | Thomas Bscher Lindsay Owen-Jones John Nielsen          | Porsche 3.0 L Turbo I4              | Y     | 84   |
| 36 NU | LMP2     | 20 | Didier Bonnet Racing                           | Georges Tessier Pascal Dro Bernard Santal              | Debora LMP294                       | P     | 79   |
| 36 NU | LMP2     | 20 | Didier Bonnet Racing                           | Georges Tessier Pascal Dro Bernard Santal              | Alfa Romeo 3.0 L V6                 | P     | 79   |
| 37 NU | LMP1 C90 | 8  | Roland Bassaler                                | Nicolas Minassian Patrick Bourdais Olivier Couvreur    | Alpa LM                             | G     | 64   |
| 37 NU | LMP1 C90 | 8  | Roland Bassaler                                | Nicolas Minassian Patrick Bourdais Olivier Couvreur    | Ford Cosworth DFL 3.5 L V8          | G     | 64   |
| 38 NU | GT2      | 50 | Larbre Compétition                             | Pierre Yver Jack Leconte Jean-Luc Chéreau              | Porsche 911 Carrera RSR             | M     | 62   |
| 38 NU | GT2      | 50 | Larbre Compétition                             | Pierre Yver Jack Leconte Jean-Luc Chéreau              | Porsche 3.8 L Flat-6                | M     | 62   |
| 39 NU | GT2      | 62 | Lotus Sport Chamberlain Engineering            | Richard Piper Peter Hardman Olindo Iacobelli           | Lotus Esprit S300                   | M     | 59   |
| 39 NU | GT2      | 62 | Lotus Sport Chamberlain Engineering            | Richard Piper Peter Hardman Olindo Iacobelli           | Lotus 2.2 L Turbo I4                | M     | 59   |
| 40 NU | GT2      | 45 | Heico Service GmbH                             | Ulrich Richter Karl-Heinz Wlazik Dirk Ebeling          | Porsche 911 Carrera RSR             | P     | 57   |
| 40 NU | GT2      | 45 | Heico Service GmbH                             | Ulrich Richter Karl-Heinz Wlazik Dirk Ebeling          | Porsche 3.8 L Flat-6                | P     | 57   |
| 41 NU | GT2      | 55 | Simpson Engineering                            | Robin Smith Stefano Sebastiani Tetsuya Ōta             | Ferrari 348 LM                      | Y     | 57   |
| 41 NU | GT2      | 55 | Simpson Engineering                            | Robin Smith Stefano Sebastiani Tetsuya Ōta             | Ferrari 3.4 L V8                    | Y     | 57   |
| 42 NU | GT1      | 29 | Strandell Obermaier Racing                     | Anders Olofsson Sandro Angelastri Max Angelelli        | Ferrari F40                         | P     | 51   |
| 42 NU | GT1      | 29 | Strandell Obermaier Racing                     | Anders Olofsson Sandro Angelastri Max Angelelli        | Ferrari 3.0 L Turbo V8              | P     | 51   |
| 43 NU | GT2      | 63 | Chamberlain Engineering                        | Rob Wilson David Brodie William Hewland                | Harrier LR9C                        | D     | 45   |
| 43 NU | GT2      | 63 | Chamberlain Engineering                        | Rob Wilson David Brodie William Hewland                | Ford Cosworth YBT 2.0 L Turbo I4    | D     | 45   |
| 44 NU | GT2      | 56 | Elf Haberthur Racing                           | Olivier Haberthur Patrice Goueslard Patrick Vuillaume  | Porsche 911 Turbo 3.6               | G     | 42   |
| 44 NU | GT2      | 56 | Elf Haberthur Racing                           | Olivier Haberthur Patrice Goueslard Patrick Vuillaume  | Porsche 3.6 L Turbo Flat-6          | G     | 42   |
| 45 NU | GT2      | 66 | Bristow Racing Erik Henriksen                  | Ray Bellm Harry Nuttall Charles Rickett                | Porsche 911 Carrera RSR             | G     | 34   |
| 45 NU | GT2      | 66 | Bristow Racing Erik Henriksen                  | Ray Bellm Harry Nuttall Charles Rickett                | Porsche 3.8 L Flat-6                | G     | 34   |
| 46 NU | GT2      | 61 | Lotus Sport Chamberlain Engineering            | Thorkild Thyrring Klaas Zwart Andreas Fuchs            | Lotus Esprit S300                   | M     | 28   |
| 46 NU | GT2      | 61 | Lotus Sport Chamberlain Engineering            | Thorkild Thyrring Klaas Zwart Andreas Fuchs            | Lotus 2.2 L Turbo I4                | M     | 28   |
| 47 NU | IMSA TS  | 76 | Clayton Cunningham Racing                      | Eric van de Poele Paul Gentilozzi Shunji Kasuya        | Nissan 300ZX Turbo                  | Y     | 25   |
| 47 NU | IMSA TS  | 76 | Clayton Cunningham Racing                      | Eric van de Poele Paul Gentilozzi Shunji Kasuya        | Nissan VRH35 3.0 L Turbo V6         | Y     | 25   |
| 48 NU | GT2      | 64 | Ferrari Club Italia                            | Oscar Larrauri Fabio Mancini Joël Gouhier              | Ferrari 348 GTC-LM                  | P     | 23   |
| 48 NU | GT2      | 64 | Ferrari Club Italia                            | Oscar Larrauri Fabio Mancini Joël Gouhier              | Ferrari 3.4 L V8                    | P     | 23   |